# Беспалов, Иван Михайлович (политик)
Иван Михайлович Беспалов (род. 7 января 1938 года в г. Шахты Ростовской области, РСФСР, СССР) — российский политик, депутат Государственной Думы ФС РФ I созыва.

## Биография
Родился 7 января 1938 года в городе Шахты Ростовской области. Родители: мать, Беспалова Анна Фёдоровна, была разнорабочей из бедной казачьей семьи; отец, Беспалов Михаил Тихонович, работал шахтёром, погиб во время Великой Отечественной войны. В 1958 году получил средне-техническое образование окончив горный техникум, позже получил специальность «горный инженер-электротехник» окончив Шахтинский филиал Новочеркасского политехнического института.
Работал помощником комбайнёра, на шахтах электромонтёром, проходчиком, крепильщиком, был горным мастером на подготовительном и добычном участках, на участке подземного транспорта, механиком добычного участка, позже был назначен на должность главного механика шахты, главного механика дирекции по капитальному строительству.
В 1993 году работал в городе Шахты Ростовской области начальником участка по стационарному обслуживанию шахтоуправления «Мирное» акционерного общества «Ростовуголь», являлся первым секретарём городского комитета КПРФ, членом Ростовского областного политисполкома партии, секретарём Шахтинского городского комитета КПРФ.
В 1993 году был избран депутатом Государственной думы ФС РФ I созыва по Шахтинскому одномандатному избирательному округу № 147, в результате выборов набрал 81056 голосов избирателей. Был депутатом Государственной думы с 1993 по 1995 год, входил во фракцию КПРФ, являлся членом комитета Государственной думы по промышленности, строительству, транспорту и энергетике.

## Законотворческая деятельность
В течение исполнения полномочий депутата Государственной Думы I созыва выступил соавтором законопроекта «О государственном регулировании в области добычи и использования угля, об особенностях социальной защиты работников организаций угольной промышленности».